# 샤미카 코튼

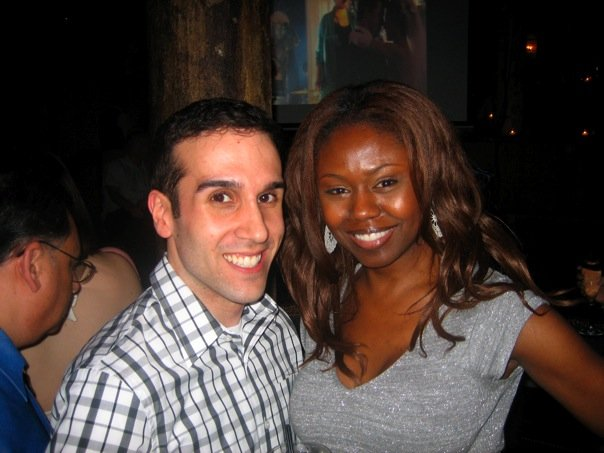

샤미카 코튼(Shamika Cotton)은 미국의 배우, 연극 배우, 텔레비전 배우, 영화배우이다.
신시내티에서 태어났다.

## 영화
- 파리아 (2011년) - 캔데이스 역
- 더 와이어 시즌1 (2002년)
- 애즈 더 월드 턴즈 (1956년)